# Pirheliometar
Pirheliometar ili aktinometar je mjerni instrument kojim se mjeri koliko neko zračenje može zagrijati tvar. Najčešće se primjenjuje za stalno (kontinuirano) zapisivanje izravnoga Sunčeva zračenja. Izumio ga je John Herschel.

## Objašnjenje
Pirheliometar služi za mjerenje samo izravnog Sunčevog zračenja, za razliku od piranometra, koji mjeri ukupno Sunčevo zračenje, raspršeno i izravno ozračenje na vodoravnu plohu. Mjerenje izravnog (direktnog) Sunčevog zračenje je svakako jedno od najsloženijih mjerenja u određivanju potencijala energije Sunca. On se sastoji od termočlanaka na dnu uskog cilindra, tako je vidni kut instrumenta samo oko 5°, odnosno 0,005 steradijana. Takvom geometrijom se omogućava registracija samo zračenja koje dolazi iz uskog pojasa oko Sunčevog diska. Prijemna površina instrumenta u svakom trenutku mora biti okomita na Sunčeve zrake tako da pirheliometri moraju pratiti Sunce po nebu uz kutnu grešku manju od 0,75° (proizvodač Kipp & Zonnen) ili 1,5° (proizvodač Epply), što zahtijeva složen i precizan mehanički sustav za praćenje kretanja Sunca. Takvi sustavi za dvoosno praćenje Sunca su za red veličine skuplji od samog mjernog instrumenta. Izmjerene podatke je potrebno normalizirati na srednju udaljenost Zemlje od Sunca, a instrument kalibrirati prema instrumentu više klase, prema standardu ISO 9060:1990 E.
Raspršeno Sunčevo zračenje se može mjeriti piranometrom ako se Sunčev disk zasjeni tako da do instrumenta ne može doći izravno Sunčevo zračenje. To se može postići na više načina. Najčešće se za zasjenjivanje koristi polukružna ili kružna metalna traka, promjera od 0,5 do 1,5 m orijentirana u smjeru istok zapad tako da zasjenjuje Sunčev disk od izlaska do zalaska Sunca, s vidnim kutnom zasjenjenja dovoljnim da potpuno blokira Sunčev disk (na primjer 10,6° za model Kip&Zonen CM 121B).
Traka je prekrivena slojem crne boje vrlo male refleksivnosti kako bi se spriječilo odbijanje zračenja od trake. Omjer širine trake i promjera se kreće između 0,09 i 0,35. Izvedbom trake u obliku U-profila, može se ostvariti konstantnost vidnog kuta u granicama od ±2%. Kako se Sunčeva deklinacija mijenja tijekom godine traku je potrebno pomicati svakih nekoliko (najčešće dva) dana, pa je nužna stalna prisutnost kvalificiranog osoblja.
Traka zasjenjuje piranometar mnogo više nego je potrebno za blokiranje izravnog Sunčevog zračenja. Zbog anizotropnosti raspršenog zračenja s maksimumom blizu Sunčevog diska gubitak zračenja zbog zasjenjenja dijela neba može biti znatan. Zbog toga je potrebno izračunati korekcijski faktor koji uzima u obzir površinu neba koja je zasjenjena i iznos raspršenog zračenja koji potječe upravo od tog dijela neba.
Pirheliometar služi za meteorološka i klimatska promatranja, za ispitivanje materijala, te za procjenu Sunčevih kolektora i fotonaponskih uređaja.

### Ȧngströmov pirheliometar
Ȧngströmov pirheliometar (prema A. J. Ångströmu) radi na osnovu električne kompenzacije: dvije su tanke crne lamele od manganina, od kojih se jedna grije električki dok ne postigne istu temperaturu kao druga lamela koja je izložena Sunčevim zrakama. U normalnim uvjetima (mirno i vedro vrijeme) količina energije potrebne za električno grijanje jednaka je količini energije koju apsorbira izložena lamela.

### Linke-Feussnerov aktinometar
Linke-Feussnerov aktinometar ima kao senzor Mollovu termobateriju u kojoj upadne Sunčeve zrake pobuđuju termoelektricitet, sukladno (proporcionalno) jačini Sunčeva zračenja. Taj mjerni instrument može mjeriti primjenom filtra jakost (intenzitet) Sunčeva zračenja u različitim dijelovima njegova spektra.